# Кенуа-Уэст

Кантон Кенуа-Уэст в составе округа Авен-сюр-Эльп

Кенуа́-Уэст (фр. Quesnoy-Ouest) — упраздненный кантон во Франции, находился в регионе Нор — Па-де-Кале, департамент Нор. Входил в состав округа Авен-сюр-Эльп. Упразднен в результате реформы 2015 года.
В состав кантона входили коммуны (население по данным Национального института статистики за 2011 г.):
- Бри (389 чел.)
- Варньи-ле-Гран (1 064 чел.)
- Варньи-ле-Пети (782 чел.)
- Виллер-Поль (1 237 чел.)
- Вильро (966 чел.)
- Гомменьи (2 279 чел.)
- Жанлен (1 074 чел.)
- Ле-Кенуа (1 811 чел.) (частично)
- Мареш (892 чел.)
- Орсенваль (543 чел.)
- Прё-о-Сар (293 чел.)
- Семери (547 чел.)
- Франуа (349 чел.)
- Эт (327 чел.)

## Экономика
Структура занятости населения (без учета города Ле-Кенуа):
- сельское хозяйство — 9,8 %
- промышленность — 12,8 %
- строительство — 11,7 %
- торговля, транспорт и сфера услуг — 38,0 %
- государственные и муниципальные службы — 27,7 %

Уровень безработицы (2010) - 8,0 % (Франция в целом - 12,1 %, департамент Нор - 15,5 %). 

Среднегодовой доход на 1 человека, евро (2010) - 27 101 (Франция в целом - 23 780, департамент Нор - 21 164).

## Политика
На президентских выборах 2012 г. жители кантона отдали Николя Саркози в 1-м туре 28,3 % голосов против 25,1 % у Франсуа Олланда и 21,7 % у Марин Ле Пен, во 2-м туре в кантоне победил Саркози, получивший 53,6 % голосов (2007 г. 1 тур: Саркози - 31,9 %, Сеголен Руаяль - 21,6 %; 2 тур: Саркози - 58,1 %). На выборах в Национальное собрание в 2012 г. по 12-му избирательному округу департамента Нор они поддержали кандидата Социалистической партии Кристиана Батая, набравшего 34,6 % голосов в 1-м туре и 55,3 % - во 2-м туре. (2007 г. 22-й округ. Мари-Софи Лен (СНД): 1-й тур - 48,3 %, 2-й тур - 57,8 %). На региональных выборах 2010 года список «правых» во главе с СНД уверенно победил в 1-м туре, собрав 29,2 % против 24,3 % у социалистов, но во 2-м туре единый «левый список» с участием социалистов, коммунистов и «зеленых» победил, хотя и не так убедительно, как во многих других кантонах департамента Нор — 44,6 % против 35,2 % у «правых» и 20,2 % у Национального фронта.
|  | Кандидат           | Партия                  | % голосов |
|  | ------------------ | ----------------------- | --------- |
|  | Рене Локош         | Правые партии           | 56,01     |
|  | Кристиана Дефонтен | Социалистическая партия | 22,19     |
|  | Бенуа Кинже        | СФД-ДД                  | 11,32     |
|  | Мари-Жозе Бурльон  | Коммунистическая партия | 10,48     |